# Берест Олексій Прокопович
Олексі́й Проко́пович Бе́рест (9 березня 1921, с. Горяйстівка, Харківська губернія (нині Охтирський район, Сумська область), Українська СРР, СРСР — 4 листопада 1970, Ростов-на-Дону, РРФСР, СРСР) — український та радянський військовик, учасник німецько-радянської війни, Герой України (2005, посмертно), Герой Російської Федерації (2025, посмертно), лейтенант Червоної Армії, що встановив, разом з Михайлом Єгоровим та Мелітоном Кантарією, Прапор Перемоги на даху німецького Рейхстагу о 21.50 30 квітня 1945.

## Дитинство і юність
Народився 9 березня 1921 року в бідній сім'ї Прокопа Никифоровича і Христини Вакумівни Берестів у селі Горяйстівці Лебединського повіту Харківської губернії. Українець. В цього подружжя було шістнадцятеро дітей. У віці 11 років залишився круглим сиротою разом з вісьмома братами і сестрами.
У жовтні 1939 року пішов добровольцем у Червону Армію. Брав участь у боях на Фінській війні у складі 2-го полку зв'язку Ленінградського округу. Під час служби в особовій справі з'явилась подяка червоногвардійцю Бересту за врятування життя командира.
З 22 червня 1941 Олексій Берест воює проти німецьких загарбників як зв'язківець, з 1942 — командир відділення. З грудня 1943-го по вересень 1944-го навчання в Ленінградському військово-політичному училищі. Після випуску був направлений на 1-й Білоруський фронт, де він потрапив у 756-й стрілецький полк 150-ї стрілецької дивізії. Його призначили заступником з політчастини командира батальйону, яким командував капітан С. Неустроєв. О.Берест брав участь у боях за Польщу, в боях на річці Одері, в боях за Берлін.

## Звершення
30 квітня 1945 року у боях за Рейхстаг Олексій Берест воював у 150-й стрілецькій дивізії у батальйоні капітана Неустроєва. Слід зазначити, що для кожної із дев'яти дивізій 3-ї ударної армії, які вели бої у центральній частині Берліна, виготовили прапори для можливого підняття їх над рейхстагом, проте саме прапор під п'ятим номером, що був переданий батальйону Неустроєва був встановлений на Рейхстагу.
В офіційній радянській історіографії зазначено, що Прапор Перемоги встановили сержанти М. Єгоров і М. Кантарія. Проте на основі звітів воєначальників керівництву Кремля можна зробити досить об'єктивні висновки про те, що серед героїв був Олексій Берест, і цей факт приховувався. Так, у протокольному документі тих років «Боевая характеристика знамени», підписаному командуючим військами 3-ї ударної армії, генерал-полковником Кузнєцовим та членом Військової ради армії генерал-майором Литвиновим, зазначено: «Отважные воины коммунист лейтенант Берест, комсомолец сержант Егоров и беспартийный младший сержант Кантария установили знамя над зданием германского парламента».
Отож 30 квітня о 14-ій годині 25 хвилин саме лейтенант Берест Олексій Прокопович та сержанти М.Єгоров і М. Кантарія підняли над Рейхстагом Прапор Перемоги

## По закінченню війни
На початку травня 1946 року вийшов Указ Президії Верховної Ради СРСР про присвоєння звання Героя Радянського Союзу офіцерам і сержантам, які підняли Прапор Перемоги над рейхстагом у Берліні — капітану В. Давидову, сержанту М. Єгорову, молодшому сержанту М. Кантарії, капітану С. Неустроєву, старшому лейтенанту К. Самсонову. Прізвища О. Береста там не було.
Подальша доля О.Береста склалась драматично. В 1953 році, працюючи завідувачем райвідділом кінофікації, був звинувачений у збитках на 5,5 тисяч карбованців та засуджений до тюремного ув'язнення на термін 10 років. По амністії термін був скорочений вдвічі.

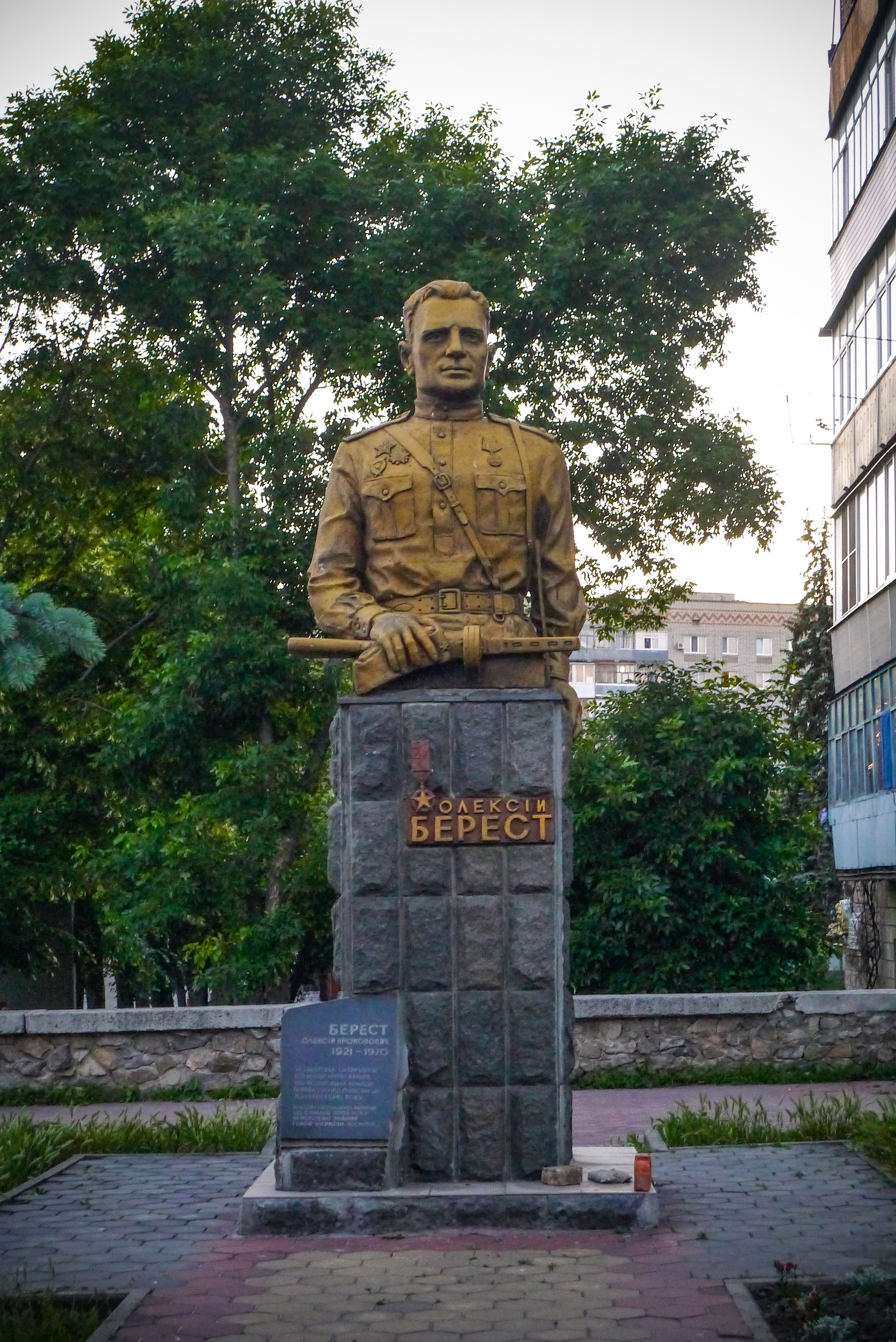
Пам'ятник Герою України Олексію Бересту в Охтирці, 2018.

Повернувшись додому з пермських таборів, працював на заводі «Ростсільмаш» у сталеливарному цеху простим робітником.
Життя О. Береста трагічно обірвалось у 1970 році. Ввечері 3 листопада Олексій Берест врятував п'ятирічну дівчинку з-під коліс поїзда, проте сам був збитий і о четвертій ранку 4 листопада, не приходячи до тями, помер.

## Нагородження
- 6 травня 2005 року за бойову відвагу у німецько-радянській війні 1941—1945 років, особисту мужність і героїзм, виявлені в Берлінській операції та встановленні Прапора Перемоги над Рейхстагом Указом Президента України Віктора Ющенка[5] Олексію Бересту посмертно присвоєно звання «Героя України» з присвоєнням ордена Золотої Зірки. У 2010 році після того, як суд скасував звання «Героя України» для Степана Бандери та Романа Шухевича, було подано позов, щоб і Береста не вважати героєм, бо він також помер до 1991 року й не був громадянином України[6]. Донецький суд, однак, вирішив залишити Бересту статус «Героя» на тій підставі, що позивач пропустив річний термін звернення до адміністративного суду[7].
- Герой Російської Федерації (17 липня 2025, посмертно)[8].

## Вшанування пам'яті
- 25 серпня 2005 року у місті Охтирка був урочисто відкритий пам'ятник Олексію Бересту.
- У містах Вінниця, Київ, Кривий Ріг, Мукачево, Овруч, Суми є вулиці Олексія Береста.
- Іменем Олексія Береста названо провулок у місті Кременчук Полтавської області.
- У місті Шостка вулицю Корнійчука перейменували на вулицю Олексія Береста.
- 10 серпня 2023 року у місті Рожище Волинської області вулицю Олексія Береста було перейменовано на вулицю військовослужбовця ЗСУ Вячеслава Зенца[9].